# Jan Michalski (wydawca)

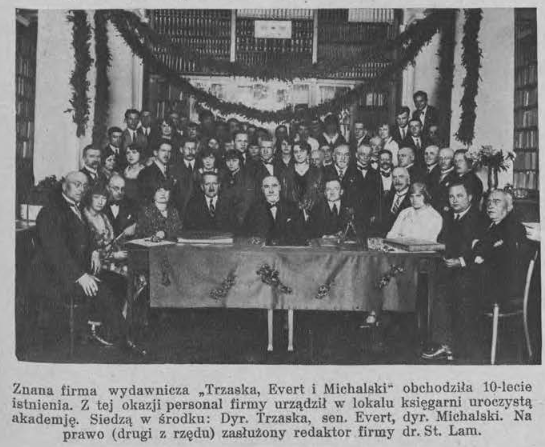
Dziesięciolecie wydawnictwa TEiM. W środku W. Trzaska, L. Evert i J. Michalski. Warszawa 1930 (Głos poranny)

Jan Korneliusz Michalski (ur. 1889 w Tomaszowie Lubelskim, zm. 1945 we Frankfurcie nad Menem) – księgarz, wydawca, współwłaściciel Księgarni Wydawniczej Trzaski, Everta i Michalskiego w Warszawie.

## Biogram
Syn lekarzaSeweryna Michalskiego i Stanisławy ze Smulskich, brat Stanisława Michalskiego. Naukę w gimnazjum przerwał w 1905 ze względu na strajk szkolny. Rozpoczął wówczas przygotowanie zawodowe jako księgarz. Praktykę zawodową odbył w księgarniach Leona Idzikowskiego w Warszawie (1905), Michała Arcta w Warszawie (1909), Jana Fiszera w Warszawie (1911), Altenberga we Lwowie (1912), Gebethnera i Wolffa, filia w Krakowie (1914), E. Wende w Warszawie (1917).
Nauka i praktyka w dużej i znanej księgarni Michała Arcta zaznajomiła Michalskiego z nowoczesnym księgarstwem. Arct opracowywał słowniki, leksykony, dzieła literatury polskiej i obcej, literaturę dziecięcą jego księgarnia miała wiele działów, doskonały nowoczesny kolportaż oraz księgarnię asortymentową. Władysław Trzaska będący kierownikiem frontu w księgarni Arcta sprowadził Michalskiego do działu nut.
W 1911 roku zawarł związek małżeński z Wandą Zapolską-Downar, krewną rodziny Arctów. Groźba wcielenia do armii carskiej powoduje, że przeniósł się do Lwowa w zaborze austriackim. W Częstochowie pod jego nieobecność urodził się syn Czesław.
W roku 1917 wrócił do Warszawy, obejmując stanowisko w upadającej Księgarni E. Wende, wraca jednak do pomysłu założenia własnej firmy.
W roku 1919 Michalski wraz z Władysławem Trzaską i przemysłowcem Józefem Ludwikiem Evertem zakładają spółkę. Trzaska, Evert i Michalski, Księgarnia Wydawniczo-Asortymentowa, której utrwalona nazwa brzmiała: Księgarnia Wydawnicza Trzaski, Everta i Michalskiego w Warszawie, Krakowskie Przedmieście 13 Gmach Hotelu Europejskiego.
Michalski prowadził sprawy handlowe, kolportaż, windykacje, zaopatrzenie, opiekę nad działalnością wydawniczą, dział reklamy, sprzedaży ratalnej. W spółce posiadał początkowo mniejszą niż Trzaska i Evert liczbę udziałów. Ludwik Evert w roku 1937 postanowił wycofać się ze spółki z racji podeszłego wieku, swoje udziały postanowił odsprzedać w ten sposób, aby Trzaska i Michalski mieli podobną ich ilość.
Trzaska, Michalski i redaktor Stanisław Lam stworzyli nadzwyczaj sprawnie działające wydawnictwo. Dzięki trafionej ofercie wydawniczej, sprawnemu kolportażowi, skutecznej reklamie, subskrypcjom, abonamentom zgromadzili fundusze potrzebne do zamówienia i kompletnego opracowania pierwszej w odrodzonej Rzeczpospolitej Encyklopedii.
Michalski kierował w wydawnictwie działem książek sporadycznych w ramach której starał się wyszukiwać tematy mogące przerodzić się w serie wydawnicze. Zainicjował: Bibliotekę Fotograficzną, Bibliotekę Automobilisty, Bibliotekę Wiedzy, Bibliotekę Podróżniczą, Bibliotekę Dnia Dzisiejszego. Niektóre tomy stały się wielkimi bestselerami, np. Adam Tuszyński, Samochód Nowoczesny. Michalski był redaktorem odpowiedzialnym za powołane do celów reklamowych własnych nakładów i informacji o nowościach rynkowych czasopismo „Przegląd Literacki”
Wojna 1939 zaskoczyła księgarnię w chwili jej największego rozwoju. Księgarnia została wyrzucona z Gmachu Hotelu Europejskiego do pobliskiego Pałacu Staszica. Podczas Powstania Warszawskiego pożar zniszczył księgarnię z jej archiwami oraz magazyny przy ulicy Wareckiej w Warszawie.
Michalski brał czynny udział w działalności organizacji księgarskich, m.in. od 1938 jako wiceprezes ZG Związku Księgarzy Polskich, członek zarządu sekcji (od 1926), a następnie członek zarządu (od 1939) Polskiego Towarzystwa Wydawców Książek. Michalski wraz z Trzaską i innymi księgarzami zebrali odpowiednią kwotę na wykup osadzonego w więzieniu na Pawiaku dr. S. Pazyry, prokurenta księgarni Ossolineum.
Jan Michalski rozwiedziony z Wandą Zapolską Downar, dokonuje konwersji z wyznania rzymskokatolickiego na ewangelicko-reformowane, by w 1941 roku zawrzeć związek małżeński z Anną z Mokrzyckich. Małżonkowie zamieszkują w Warszawie przy ul. Smolnej 36, naprzeciwko Gmachu Muzeum Narodowego. W ostatnich dniach powstania warszawskiego ostatnie piętro tej kamienicy, zostało całkowicie spalone wraz z dokumentami i dobytkiem.
Powstanie spędził Michalski w Warszawie, następnie wraz z żoną i córką wysiedlony do obozu przejściowego w Pruszkowie, rozdzielony z rodziną i wywieziony do obozu koncentracyjnego w Dachau nr więźnia 106881. W trakcie ewakuacji zmarł z wycieńczenia 16 marca 1945, pochowany we Frankfurcie nad Menem, w mogile zbiorowej w sekcji grobów polskich: pole 157, rząd VII, grób nr 13.
Z małżeństwa z Anną Mokrzycką pozostawił córkę Ewę (ur. 1943).